# Thomas Oakes (Fußballspieler, 1922)
Thomas Oakes (* 6. Februar 1922 in Manchester; † November 1993 ebenda) war ein englischer Fußballspieler.

## Karriere
Oakes war in der Saison 1946/47 als Amateur beim Erstligisten Manchester United registriert, bevor er im April 1947 zum eine Spielklasse tiefer spielenden Stadtrivalen Manchester City kam. Bei City kam Oakes, der in der Presse bei seinem Debüt als „lokale Entdeckung“ vorgestellt wurde, bei einer 1:3-Niederlage gegen West Bromwich Albion am vorletzten Spieltag der Saison zu seinem einzigen Einsatz. In der sportlich bedeutungslosen Partie – Manchester City stand bereits als Meister und Aufsteiger fest – bildete er mit Murdoch McCormack, einem Testspieler von den Glasgow Rangers, die Flügelzange. Im Mai 1948 verließ er den Klub wieder und spielte in der Folge bis zu seinem Karriereende 1954 für den Goslings FC, einen Amateurklub aus Manchester.